# Ellen Schmidt (Medizinerin)
 Ellen Schmidt (* 16. Februar 1924 in Freiburg; † 24. August 2012 in Isernhagen) war eine deutsche Medizinerin und Chemikerin. Sie war als erste Frau von 1977 bis 1979 Rektorin der Medizinischen Hochschule Hannover (MHH).

## Leben
Ellen Schmidt studierte ab 1943 das Fach Medizin, unterbrach ihr im Zweiten Weltkrieg begonnenes Studium jedoch durch ihre Tätigkeit als Krankenschwester in einem Kriegslazarett. In der Nachkriegszeit setzte sie ihr Medizinstudium fort, ergänzt um das Fach Chemie. 1950 promovierte sie in Düsseldorf.
Nach Zwischenstationen in Mainz, Kassel und Marburg ging sie 1965 mit ihrem Ehemann Friedrich Werner Schmidt, der zum Professor für Gastroenterologie an der MHH berufen worden war, nach Hannover.
1967 habilitierte sie sich und wurde 1971 zur außerplanmäßigen Professorin ernannt. 1974 erhielt sie an der MHH eine Hochschuldozentur für experimentelle Hepatologie und übernahm die Leitung des Forschungslabors der Abteilung Gastroenterologie.
Ellen Schmidt forschte zur Enzymspezifität insbesondere der Leber. Gemeinsam mit Friedrich Werner Schmidt begründete sie die klinische Enzymforschung und die Entwicklung von Modellen zur Bestimmung von Enzymwerten im Blutserum.

## Ehrung
2012 wurde das Habilitationsprogramm für Wissenschaftlerinnen der MHH in Ellen-Schmidt-Programm (ESP) umbenannt.

## Werke (Auswahl)
- mit Friedrich Werner Schmidt: Arzt und Enzyme, Boehringer GmbH, Mannheim 1968
- mit Friedrich Werner Schmidt: Grundfragen der Enzymdiagnostik, Boehringer-Mannheim-GmbH, Mannheim 1970
- mit Friedrich Werner Schmidt: Kleine Enzym-Fibel: Praktische Enzym-Diagnostik, 3., teilweise revidierte Auflage, Mannheim: Böhringer 1981 (zuerst 1973)